# Aleksander Rymkiewicz
Aleksander Rymkiewicz (ur. 13 kwietnia 1913 w Wilnie, zm. 26 września 1983 w Iławie) – polski poeta.

## Życiorys
Ukończył prawo na Uniwersytecie Stefana Batorego w Wilnie. W latach 1933–1934 związany z grupą literacką Żagary. Zadebiutował w 1933 roku w wileńskim dzienniku „Słowo”. We wczesnej twórczości poety dominują motywy wizyjno-fantastyczne i estetyzujące (poemat Tropiciel 1936). Po wojnie w poezji Rymkiewicza pojawia się tematyka społeczno-patriotyczna (Z narodem 1947), refleksje nad związkami człowieka z naturą (Promień dla artysty 1965) oraz rodzinnym krajobrazem (Polskie drzewa 1972). Rymkiewicz jest też autorem wielu utworów dla dzieci (Przygody Gucia Pingwina 1950, Wybór poezji 1974).
Pochowany na cmentarzu Bródnowskim (kw. 4H, rząd IV, grób 25).

## Twórczość

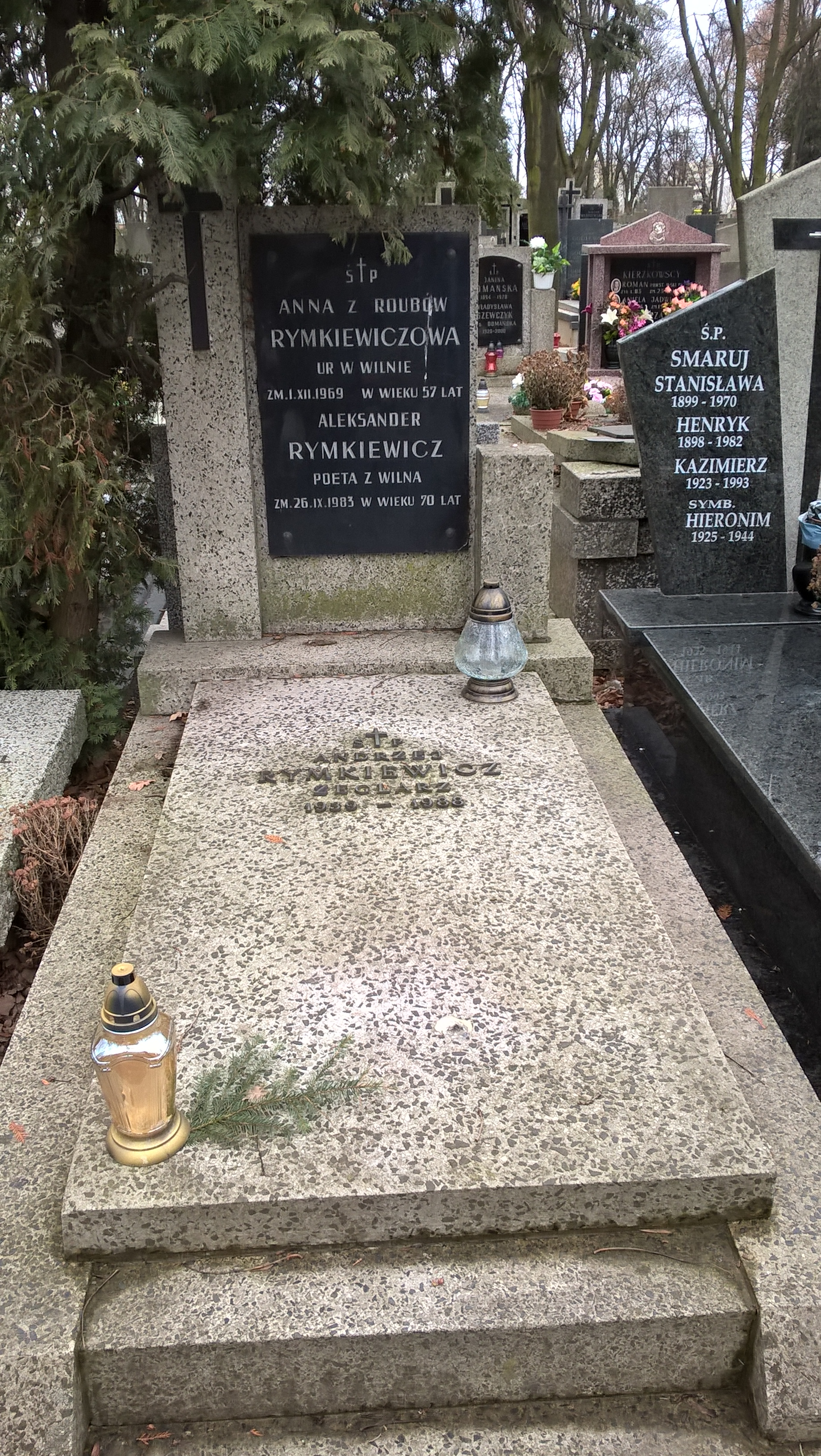
Grobowiec Anny i Aleksandra Rymkiewiczów na cmentarzu Bródnowskim w Warszawie

### Poezja
- Tropiciel (1936)
- Potoki (1938)
- Z narodem (1947)
- Krajobrazy i ludzie (1956)
- Himalajskie namioty (1958)
- Dziki powój (1968)
- Gadanie baranie (1970)
- Ślepi drwale (1971)
- Polskie drzewa (1972)
- Srebrny jeleń (1978)
- Leśna nić Ariadny (Wydawnictwo Pojezierze, 1983)
- Kalendarz polskiego krajobrazu (1984)

## Odznaczenia
- Odznaka honorowa „Zasłużony dla Warmii i Mazur” (1965)[1]